# گلوریا آرویو
گلوریا ماکاپاگال آرویو (به انگلیسی: Maria Gloria Macapagal-Arroyo) (زاده ۵ آوریل ۱۹۴۷) چهاردهمین رئیس‌جمهور فیلیپین و دومین رئیس‌جمهور زن این کشور است. آرویو دختر دیوسدادو ماکاپاگال رئیس‌جمهور فیلیپین در دهه ۱۹۶۰ است.

## زندگی
آرویو فرزند دیوسدادو ماکاپاگال و اوانجلینا ماکارائگ-ماکاپاگال است. سال‌های ابتدایی زندگیش را با برادر و خواهر پدریش از ازدواج نخستش در لوبائو، جزیره پامپانگا در شمال فیلیپین سپری کرد. وقتی برادر جدیدش به دنیا آمد، گلوریا چهارساله زندگی در کنار مادربزرگ مادریش در شهر ایلیگان در جنوب فیلیپین را ترجیح داد.
او به مادربرزگش گفته بود: «من می‌خواهم پیش تو زندگی کنم، چون آن‌ها دیگر مرا دوست ندارند» سال‌های بعدی زندگی خود را در میندانائو و مانیل گذراند. او در دوران ریاست جمهوری هم توجه زیادی بر حل مشکل این جزیره بزرگ در جنوب فیلیپین داشته‌است. آرویو در ۱۱ سالگی به نزد خانواده‌اش در برگشت. آرویو به اسپانیائی، انگلیسی و تاگالوگ مسلط است و زندگی در نقاط مختلف باعث شده که به زبان‌های مختلف فیلیپین آشنایی داشته باشد. کاپامپانگان، ایلکانو (که از مادرش آموخت) و سبوانو که آن را در هنگام سکونت در شهر ایلیگان در میندانائو یادگرفت، مهم‌ترین آن‌ها هستند.
زندگی آرویو ۱۴ ساله پس از انتخاب پدرش به ریاست‌جمهوری کشور در سال ۱۹۶۱ دگرگون شد. او پس از آن به همراه خانواده‌اش در کاخ مالاکانانگ زندگی می‌کرد. در ۱۸ سالگی به واشینگتن دی‌سی رفت و دو سال در دانشگاه جورج تاون اقتصاد خواند. آرویو در این دانشگاه با بیل کلینتون نیز آشنا شد. هر دو آن‌ها بعدها رئیس‌جمهور کشورشان شدند. البته ریاست جمهوری آرویو در روزی شروع شد که ریاست جمهوری کلینتون به پایان رسید.
گلوریا ماکاپاگال در ۱۹۶۸ به فیلیپین بازگشت و با خوزه میگل آرویو که از نوجوانی او را می‌شناخت، ازدواج کرد. او تحصیلات خود را در کشورش ادامه داد. در ۱۹۷۶ کارشناسی ارشد اقتصاد را از دانشگاه آتنو دی مانیل گرفت و وارد دوره دکترای اقتصاد در دانشگاه فیلیپین شد و از سال بعد آموزش اقتصاد را آغاز کرد. او دکترای خود را در ۱۹۸۵ دریافت کرد.
آرویو سه فرزند دارد؛ خوان میگل در ۱۹۶۹، اوانجلینا لوردس در ۱۹۷۱ و دیوسدادو ایگناسیو خوزه ماریا در ۱۹۷۴.

## فعالیت در دولت
با پایان دوران دیکتاتوری فردیناند مارکوس که در ۱۹۶۵ جایگزین پدر گلوریا آرویو در کاخ ریاست جمهوری فیلیپین شده بود و انتخاب کرازون آکینو به این سمت در ۱۹۸۷، آرویو به دولت فیلیپین فراخوانده شد. او کار خود را در مرکز تجارت و صنعت فیلیپین آغاز کرد. مهم‌ترین مسئولیت او نظارت بر صنعت نساجی کشور شد. به گفته نویسنده روزنامه فیلیپین دیلی اینکویرر: «آرویو یکی از متهورترین تکنوکرات‌های جوانی بود که دولت آکینو به خدمت گرفته بود تا برای بازسازی کشوری که فساد گسترده ناشی از دیکتاتوری تلاش کنند».

## نمایندگی سنا
آرویو در ۱۹۹۲ تصمیم به شرکت در انتخابات سنا گرفت. بر اساس قانون انتخابات ۱۹۸۷ فیلیپین ۱۲ نفر اول برای یک دوره ۶ ساله و ۱۲ نفر بعدی برای یک دوره ۳ ساله انتخاب می‌شدند. آرویو سیزدهم شد و در سال ۱۹۹۵ مجدداً در انتخابات شرکت کرد. او این بار با ۱۶ میلیون رأی به عضویت سنا درآمد. بیشترین رأیی که تاکنون یک سناتور در فیلیپین به دست آورده‌است.
او در دوران نمایندگی خود یک قانون‌گذار بسیار پرکار بود و در نوشتن ۵۵ قانون شرکت داشت که «قانون ممنوعیت مزاحمت‌های جنسی»، «قانون حقوق مردم بومی» و «قانون توسعه صادرات» از مهم‌ترین آن‌ها هستند.

## معاون رئیس‌جمهور

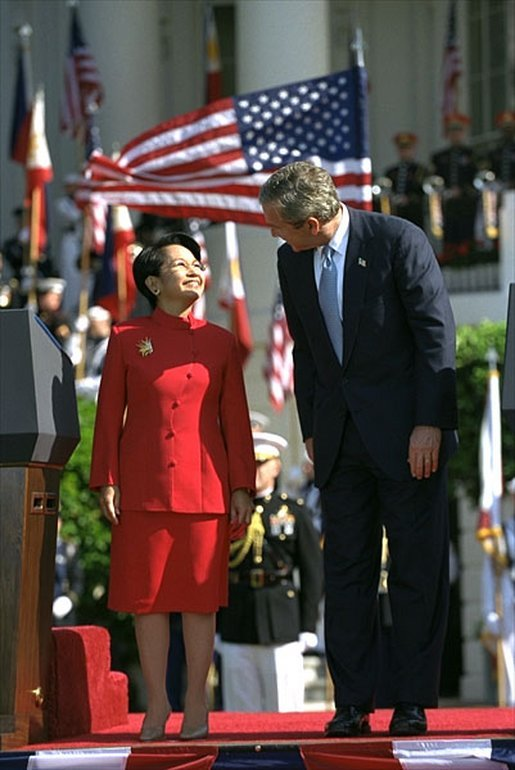
گلوریا آرویو و جورج بوش در کاخ سفید، ۲۰۰۳

آرویو قصد کاندیداتوری برای عنوان ریاست جمهوری در انتخابات سال ۱۹۹۸ را داشت، اما به توصیه رئیس‌جمهور وقت فیدل راموس و رهبران حزب حاکم برای پست معاون رئیس‌جمهور و شریک انتخاباتی خوزه دی ونسیا ثبت نام کرد (در نظام انتخاباتی فیلیپین رأی‌دهندگان به‌طور جداگانه رئیس‌جمهور و معاون رئیس‌جمهور را انتخاب می‌کنند). در پایان هر چند جوزف استرادا هنرپیشه محبوب سابق فیلیپینی رئیس‌جمهور شد، ولی آرویو با سیزده میلیون رأی که نزدیک به دوبرابر نزدیک‌ترین رقیبش ادگاردو آنگارا زوج استرادا و دو میلیون رأی بیش از استرادا بود به پست معاون رئیس‌جمهور برگزیده شد. او در ۳۰ ژوئن ۱۹۹۸ شغل جدید خود را آغاز کرد و همزمان با حکم استرادا اداره وزارتخانه توسعه و رفاه اجتماعی را نیز برعهده گرفت.
در اکتبر ۲۰۰۰ استرادا توسط چاویت سینگسون استاندار ایلوکوس جنوبی به فساد متهم شد. وقتی استرادا با شکایت یک کاردینال مشهور فیلیپین به دادگاه فراخوانده شد، آرویو در رم به سر می‌برد. او پس از آنکه از ژان پل دوم خواستار دعا برای کشورش شد، استعفای خود را اعلام کرد و به جمع مخالفان رئیس‌جمهور پیوست. آرویو در ۲۹ اکتبر ۲۰۰۰ در یک سخنرانی در دانشگاه اتنو دی مانیلا اعلام کرد که رهبری اعتراضات غیر خشونت‌آمیزی که خواستار استعفای استرادا بودند را برعهده می‌گیرد. آرویو در این دوران از سوی بسیاری از رهبران سیاسی و مذهبی مورد تحسین قرار گرفت، هرچند اتهامات و تهدیدات زیادی نیز علیه او صورت گرفت.

## رئیس‌جمهور

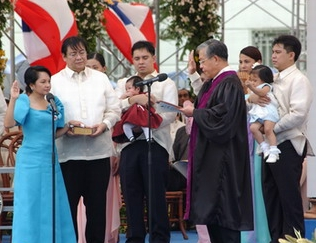
مراسم تحلیف آرویو در شهر سبو، ۳۰ ژوئن ۲۰۰۴

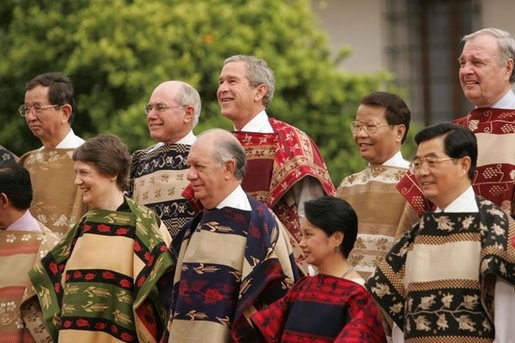
آرویو با لباس سنتی اهالی شیلی در اجلاس سران کشورهای عضو اَپک، سانتیاگو، ۲۰۰۴

در نهایت دیوان عالی فیلیپین در ۲۰ ژانویه ۲۰۰۱ برکناری استرادا از ریاست‌جمهوری را اعلام کرد پلیس و ارتش نیز پیش از آن حمایت خود را از استرادا قطع کرده بودند.
در مه ۲۰۰۱ وقتی استرادا دستگیر شد، حدود ۴۰ هزار نفر از طرفداران او شهر را به آشوب کشیده و به کاخ ریاست‌جمهوری هجوم آوردند. پس از سرکوب شدن معترضان آرویو با اعلام وضعیت اضطراری دستور دستگیری رهبران مخالفین را صادر کرد. وضعیت اضطراری یک هفته بعد پایان یافت.
دراوخر ریاست جمهوری با وجود اقدامات موفقدر توسعه اجتماعی وزیرساخت‌های اقتصادی از قبیل ایجاد ۱۰۰ هزار خانه و بزرگراه بعد ازآنکه محبوبیت او در جامعه تنزل یافت بعد از ۹ سال ریاست جمهوری کرسی را ترک کردوکاندیدای کنگره ملی شد که از آنجا برنامه توسعه سیاسی واقتصادی را پیگیری کند. وقدرت پارلمانی را افزایش دهد.